# Emo Girl
Emo Girl (gestileerd als emo girl) is een single van de Amerikaanse rapper Machine Gun Kelly met de eveneens Amerikaanse zangeres Willow Smith uit 2022. Het staat op het album Mainstream Sellout van Machine Gun Kelly uit hetzelfde jaar.

## Achtergrond
Emo Girl is geschreven door Nick Long, Brandon Allen, Colson Baker, Stephen Basil, Travis Barker en Willow Smith en geproduceerd door Long en Barker. Het lied is een terugblik op de punkrock en poppunk van de zero's, met onder andere Avril Lavigne en blink-182. De drummer van laatstgenoemde band, Travis Barker, schreef mee aan het nummer en heeft een rol in de videoclip van het lied. In de videoclip gaan een groep leerlingen op een uitje langs een museum, waar ze het nummer horen. Hierna worden de leerlingen zelf de rockers die ze in het museum zien. Het lied was commercieel gezien niet een groot succes. Hoewel het wel tot Alarmschijf werd uitgeroepen bij Qmusic, kwam het niet verder dan de 38e plaats in de Nederlandse Top 40, wat internationaal de hoogste notering was. In de Vlaamse hitlijst kwam het tot de 49e positie.